# زباد هندي كبير
الزباد الهندي الكبير (باللاتينية: Viverra zibetha) هو نوع من الثدييات آكلة اللحوم من عائلة الزباد. يتواجد في نيبال وبوتان والهند وبنغلاديش وجنوب الصين والهند الصينية وشبه جزيرة ملايو.
لونه رمادي أو أصفر بني وله نقط منتشرة في جسمه. طعامه يتكون من الدجاج والفئران والحية والضفادع والعلجوم والسمك والسرطان والحشرات بالإضافة إلى الفواكه والنباتات. يعيش في الغابات والحقول الكثيفة ولا يجيد التعلق على الأشجار ويخرج لبحث الطعام منفردا في الليل ويستريح في النهار. يبدأ مرحلة التوالد بعد بلوغ السنتين.